# Jacobus Haring
Jacobus Haring (Hoorn, 30 marzo 1913 – L'Aia, 25 febbraio 1989) è stato un compositore di scacchi olandese.
Ha composto oltre 800 problemi, la maggior parte in due mosse, molti dei quali premiati, caratteristici per l'originalità delle combinazioni.
La FIDE lo ha nominato Giudice internazionale della composizione nel 1964, Maestro internazionale della composizione nel 1967 e Grande Maestro della composizione nel 1990.
Con J.R.G. de Veer ha scritto il libro « Schaak-, maar raak!: probleemgerechten, speciaal voor de partijspeler » (ed. Van Goor Zonen, Den Haag, 1969), in cui vengono adattati alla partita temi e concetti derivati dai problemi. Dal 1965 al 1975 è stato segretario dell'associazione problemistica olandese (Nederlandse Bond van probleemvrienden).
Di professione era un dirigente tecnico del Rijkswaterstaat, settore del Ministero dei Lavori Pubblici responsabile per la costruzione e manutenzione di strade e corsi d'acqua e delle infrastrutture per la protezione dalle maree.
Ideatore del tema Haring: « sia nel gioco apparente che nel gioco reale i pezzi bianchi tematici danno matto ritornando nella casa di partenza ». Il tema è illustrato nel problema a sinistra.
|   | a | b | c | d | e | f | g | h |   |
| 8 | e8 re del bianco · h7 alfiere del bianco · b6 cavallo del bianco · d6 alfiere del bianco · f6 pedone del bianco · e5 cavallo del bianco · f5 torre del nero · a4 donna del bianco · d4 cavallo del nero · e4 re del nero · f4 cavallo del nero · h4 torre del bianco · b3 pedone del bianco · e2 pedone del bianco · f2 pedone del bianco · e1 torre del bianco | e8 re del bianco · h7 alfiere del bianco · b6 cavallo del bianco · d6 alfiere del bianco · f6 pedone del bianco · e5 cavallo del bianco · f5 torre del nero · a4 donna del bianco · d4 cavallo del nero · e4 re del nero · f4 cavallo del nero · h4 torre del bianco · b3 pedone del bianco · e2 pedone del bianco · f2 pedone del bianco · e1 torre del bianco | e8 re del bianco · h7 alfiere del bianco · b6 cavallo del bianco · d6 alfiere del bianco · f6 pedone del bianco · e5 cavallo del bianco · f5 torre del nero · a4 donna del bianco · d4 cavallo del nero · e4 re del nero · f4 cavallo del nero · h4 torre del bianco · b3 pedone del bianco · e2 pedone del bianco · f2 pedone del bianco · e1 torre del bianco | e8 re del bianco · h7 alfiere del bianco · b6 cavallo del bianco · d6 alfiere del bianco · f6 pedone del bianco · e5 cavallo del bianco · f5 torre del nero · a4 donna del bianco · d4 cavallo del nero · e4 re del nero · f4 cavallo del nero · h4 torre del bianco · b3 pedone del bianco · e2 pedone del bianco · f2 pedone del bianco · e1 torre del bianco | e8 re del bianco · h7 alfiere del bianco · b6 cavallo del bianco · d6 alfiere del bianco · f6 pedone del bianco · e5 cavallo del bianco · f5 torre del nero · a4 donna del bianco · d4 cavallo del nero · e4 re del nero · f4 cavallo del nero · h4 torre del bianco · b3 pedone del bianco · e2 pedone del bianco · f2 pedone del bianco · e1 torre del bianco | e8 re del bianco · h7 alfiere del bianco · b6 cavallo del bianco · d6 alfiere del bianco · f6 pedone del bianco · e5 cavallo del bianco · f5 torre del nero · a4 donna del bianco · d4 cavallo del nero · e4 re del nero · f4 cavallo del nero · h4 torre del bianco · b3 pedone del bianco · e2 pedone del bianco · f2 pedone del bianco · e1 torre del bianco | e8 re del bianco · h7 alfiere del bianco · b6 cavallo del bianco · d6 alfiere del bianco · f6 pedone del bianco · e5 cavallo del bianco · f5 torre del nero · a4 donna del bianco · d4 cavallo del nero · e4 re del nero · f4 cavallo del nero · h4 torre del bianco · b3 pedone del bianco · e2 pedone del bianco · f2 pedone del bianco · e1 torre del bianco | e8 re del bianco · h7 alfiere del bianco · b6 cavallo del bianco · d6 alfiere del bianco · f6 pedone del bianco · e5 cavallo del bianco · f5 torre del nero · a4 donna del bianco · d4 cavallo del nero · e4 re del nero · f4 cavallo del nero · h4 torre del bianco · b3 pedone del bianco · e2 pedone del bianco · f2 pedone del bianco · e1 torre del bianco | 8 |
| 7 | e8 re del bianco · h7 alfiere del bianco · b6 cavallo del bianco · d6 alfiere del bianco · f6 pedone del bianco · e5 cavallo del bianco · f5 torre del nero · a4 donna del bianco · d4 cavallo del nero · e4 re del nero · f4 cavallo del nero · h4 torre del bianco · b3 pedone del bianco · e2 pedone del bianco · f2 pedone del bianco · e1 torre del bianco | e8 re del bianco · h7 alfiere del bianco · b6 cavallo del bianco · d6 alfiere del bianco · f6 pedone del bianco · e5 cavallo del bianco · f5 torre del nero · a4 donna del bianco · d4 cavallo del nero · e4 re del nero · f4 cavallo del nero · h4 torre del bianco · b3 pedone del bianco · e2 pedone del bianco · f2 pedone del bianco · e1 torre del bianco | e8 re del bianco · h7 alfiere del bianco · b6 cavallo del bianco · d6 alfiere del bianco · f6 pedone del bianco · e5 cavallo del bianco · f5 torre del nero · a4 donna del bianco · d4 cavallo del nero · e4 re del nero · f4 cavallo del nero · h4 torre del bianco · b3 pedone del bianco · e2 pedone del bianco · f2 pedone del bianco · e1 torre del bianco | e8 re del bianco · h7 alfiere del bianco · b6 cavallo del bianco · d6 alfiere del bianco · f6 pedone del bianco · e5 cavallo del bianco · f5 torre del nero · a4 donna del bianco · d4 cavallo del nero · e4 re del nero · f4 cavallo del nero · h4 torre del bianco · b3 pedone del bianco · e2 pedone del bianco · f2 pedone del bianco · e1 torre del bianco | e8 re del bianco · h7 alfiere del bianco · b6 cavallo del bianco · d6 alfiere del bianco · f6 pedone del bianco · e5 cavallo del bianco · f5 torre del nero · a4 donna del bianco · d4 cavallo del nero · e4 re del nero · f4 cavallo del nero · h4 torre del bianco · b3 pedone del bianco · e2 pedone del bianco · f2 pedone del bianco · e1 torre del bianco | e8 re del bianco · h7 alfiere del bianco · b6 cavallo del bianco · d6 alfiere del bianco · f6 pedone del bianco · e5 cavallo del bianco · f5 torre del nero · a4 donna del bianco · d4 cavallo del nero · e4 re del nero · f4 cavallo del nero · h4 torre del bianco · b3 pedone del bianco · e2 pedone del bianco · f2 pedone del bianco · e1 torre del bianco | e8 re del bianco · h7 alfiere del bianco · b6 cavallo del bianco · d6 alfiere del bianco · f6 pedone del bianco · e5 cavallo del bianco · f5 torre del nero · a4 donna del bianco · d4 cavallo del nero · e4 re del nero · f4 cavallo del nero · h4 torre del bianco · b3 pedone del bianco · e2 pedone del bianco · f2 pedone del bianco · e1 torre del bianco | e8 re del bianco · h7 alfiere del bianco · b6 cavallo del bianco · d6 alfiere del bianco · f6 pedone del bianco · e5 cavallo del bianco · f5 torre del nero · a4 donna del bianco · d4 cavallo del nero · e4 re del nero · f4 cavallo del nero · h4 torre del bianco · b3 pedone del bianco · e2 pedone del bianco · f2 pedone del bianco · e1 torre del bianco | 7 |
| 6 | e8 re del bianco · h7 alfiere del bianco · b6 cavallo del bianco · d6 alfiere del bianco · f6 pedone del bianco · e5 cavallo del bianco · f5 torre del nero · a4 donna del bianco · d4 cavallo del nero · e4 re del nero · f4 cavallo del nero · h4 torre del bianco · b3 pedone del bianco · e2 pedone del bianco · f2 pedone del bianco · e1 torre del bianco | e8 re del bianco · h7 alfiere del bianco · b6 cavallo del bianco · d6 alfiere del bianco · f6 pedone del bianco · e5 cavallo del bianco · f5 torre del nero · a4 donna del bianco · d4 cavallo del nero · e4 re del nero · f4 cavallo del nero · h4 torre del bianco · b3 pedone del bianco · e2 pedone del bianco · f2 pedone del bianco · e1 torre del bianco | e8 re del bianco · h7 alfiere del bianco · b6 cavallo del bianco · d6 alfiere del bianco · f6 pedone del bianco · e5 cavallo del bianco · f5 torre del nero · a4 donna del bianco · d4 cavallo del nero · e4 re del nero · f4 cavallo del nero · h4 torre del bianco · b3 pedone del bianco · e2 pedone del bianco · f2 pedone del bianco · e1 torre del bianco | e8 re del bianco · h7 alfiere del bianco · b6 cavallo del bianco · d6 alfiere del bianco · f6 pedone del bianco · e5 cavallo del bianco · f5 torre del nero · a4 donna del bianco · d4 cavallo del nero · e4 re del nero · f4 cavallo del nero · h4 torre del bianco · b3 pedone del bianco · e2 pedone del bianco · f2 pedone del bianco · e1 torre del bianco | e8 re del bianco · h7 alfiere del bianco · b6 cavallo del bianco · d6 alfiere del bianco · f6 pedone del bianco · e5 cavallo del bianco · f5 torre del nero · a4 donna del bianco · d4 cavallo del nero · e4 re del nero · f4 cavallo del nero · h4 torre del bianco · b3 pedone del bianco · e2 pedone del bianco · f2 pedone del bianco · e1 torre del bianco | e8 re del bianco · h7 alfiere del bianco · b6 cavallo del bianco · d6 alfiere del bianco · f6 pedone del bianco · e5 cavallo del bianco · f5 torre del nero · a4 donna del bianco · d4 cavallo del nero · e4 re del nero · f4 cavallo del nero · h4 torre del bianco · b3 pedone del bianco · e2 pedone del bianco · f2 pedone del bianco · e1 torre del bianco | e8 re del bianco · h7 alfiere del bianco · b6 cavallo del bianco · d6 alfiere del bianco · f6 pedone del bianco · e5 cavallo del bianco · f5 torre del nero · a4 donna del bianco · d4 cavallo del nero · e4 re del nero · f4 cavallo del nero · h4 torre del bianco · b3 pedone del bianco · e2 pedone del bianco · f2 pedone del bianco · e1 torre del bianco | e8 re del bianco · h7 alfiere del bianco · b6 cavallo del bianco · d6 alfiere del bianco · f6 pedone del bianco · e5 cavallo del bianco · f5 torre del nero · a4 donna del bianco · d4 cavallo del nero · e4 re del nero · f4 cavallo del nero · h4 torre del bianco · b3 pedone del bianco · e2 pedone del bianco · f2 pedone del bianco · e1 torre del bianco | 6 |
| 5 | e8 re del bianco · h7 alfiere del bianco · b6 cavallo del bianco · d6 alfiere del bianco · f6 pedone del bianco · e5 cavallo del bianco · f5 torre del nero · a4 donna del bianco · d4 cavallo del nero · e4 re del nero · f4 cavallo del nero · h4 torre del bianco · b3 pedone del bianco · e2 pedone del bianco · f2 pedone del bianco · e1 torre del bianco | e8 re del bianco · h7 alfiere del bianco · b6 cavallo del bianco · d6 alfiere del bianco · f6 pedone del bianco · e5 cavallo del bianco · f5 torre del nero · a4 donna del bianco · d4 cavallo del nero · e4 re del nero · f4 cavallo del nero · h4 torre del bianco · b3 pedone del bianco · e2 pedone del bianco · f2 pedone del bianco · e1 torre del bianco | e8 re del bianco · h7 alfiere del bianco · b6 cavallo del bianco · d6 alfiere del bianco · f6 pedone del bianco · e5 cavallo del bianco · f5 torre del nero · a4 donna del bianco · d4 cavallo del nero · e4 re del nero · f4 cavallo del nero · h4 torre del bianco · b3 pedone del bianco · e2 pedone del bianco · f2 pedone del bianco · e1 torre del bianco | e8 re del bianco · h7 alfiere del bianco · b6 cavallo del bianco · d6 alfiere del bianco · f6 pedone del bianco · e5 cavallo del bianco · f5 torre del nero · a4 donna del bianco · d4 cavallo del nero · e4 re del nero · f4 cavallo del nero · h4 torre del bianco · b3 pedone del bianco · e2 pedone del bianco · f2 pedone del bianco · e1 torre del bianco | e8 re del bianco · h7 alfiere del bianco · b6 cavallo del bianco · d6 alfiere del bianco · f6 pedone del bianco · e5 cavallo del bianco · f5 torre del nero · a4 donna del bianco · d4 cavallo del nero · e4 re del nero · f4 cavallo del nero · h4 torre del bianco · b3 pedone del bianco · e2 pedone del bianco · f2 pedone del bianco · e1 torre del bianco | e8 re del bianco · h7 alfiere del bianco · b6 cavallo del bianco · d6 alfiere del bianco · f6 pedone del bianco · e5 cavallo del bianco · f5 torre del nero · a4 donna del bianco · d4 cavallo del nero · e4 re del nero · f4 cavallo del nero · h4 torre del bianco · b3 pedone del bianco · e2 pedone del bianco · f2 pedone del bianco · e1 torre del bianco | e8 re del bianco · h7 alfiere del bianco · b6 cavallo del bianco · d6 alfiere del bianco · f6 pedone del bianco · e5 cavallo del bianco · f5 torre del nero · a4 donna del bianco · d4 cavallo del nero · e4 re del nero · f4 cavallo del nero · h4 torre del bianco · b3 pedone del bianco · e2 pedone del bianco · f2 pedone del bianco · e1 torre del bianco | e8 re del bianco · h7 alfiere del bianco · b6 cavallo del bianco · d6 alfiere del bianco · f6 pedone del bianco · e5 cavallo del bianco · f5 torre del nero · a4 donna del bianco · d4 cavallo del nero · e4 re del nero · f4 cavallo del nero · h4 torre del bianco · b3 pedone del bianco · e2 pedone del bianco · f2 pedone del bianco · e1 torre del bianco | 5 |
| 4 | e8 re del bianco · h7 alfiere del bianco · b6 cavallo del bianco · d6 alfiere del bianco · f6 pedone del bianco · e5 cavallo del bianco · f5 torre del nero · a4 donna del bianco · d4 cavallo del nero · e4 re del nero · f4 cavallo del nero · h4 torre del bianco · b3 pedone del bianco · e2 pedone del bianco · f2 pedone del bianco · e1 torre del bianco | e8 re del bianco · h7 alfiere del bianco · b6 cavallo del bianco · d6 alfiere del bianco · f6 pedone del bianco · e5 cavallo del bianco · f5 torre del nero · a4 donna del bianco · d4 cavallo del nero · e4 re del nero · f4 cavallo del nero · h4 torre del bianco · b3 pedone del bianco · e2 pedone del bianco · f2 pedone del bianco · e1 torre del bianco | e8 re del bianco · h7 alfiere del bianco · b6 cavallo del bianco · d6 alfiere del bianco · f6 pedone del bianco · e5 cavallo del bianco · f5 torre del nero · a4 donna del bianco · d4 cavallo del nero · e4 re del nero · f4 cavallo del nero · h4 torre del bianco · b3 pedone del bianco · e2 pedone del bianco · f2 pedone del bianco · e1 torre del bianco | e8 re del bianco · h7 alfiere del bianco · b6 cavallo del bianco · d6 alfiere del bianco · f6 pedone del bianco · e5 cavallo del bianco · f5 torre del nero · a4 donna del bianco · d4 cavallo del nero · e4 re del nero · f4 cavallo del nero · h4 torre del bianco · b3 pedone del bianco · e2 pedone del bianco · f2 pedone del bianco · e1 torre del bianco | e8 re del bianco · h7 alfiere del bianco · b6 cavallo del bianco · d6 alfiere del bianco · f6 pedone del bianco · e5 cavallo del bianco · f5 torre del nero · a4 donna del bianco · d4 cavallo del nero · e4 re del nero · f4 cavallo del nero · h4 torre del bianco · b3 pedone del bianco · e2 pedone del bianco · f2 pedone del bianco · e1 torre del bianco | e8 re del bianco · h7 alfiere del bianco · b6 cavallo del bianco · d6 alfiere del bianco · f6 pedone del bianco · e5 cavallo del bianco · f5 torre del nero · a4 donna del bianco · d4 cavallo del nero · e4 re del nero · f4 cavallo del nero · h4 torre del bianco · b3 pedone del bianco · e2 pedone del bianco · f2 pedone del bianco · e1 torre del bianco | e8 re del bianco · h7 alfiere del bianco · b6 cavallo del bianco · d6 alfiere del bianco · f6 pedone del bianco · e5 cavallo del bianco · f5 torre del nero · a4 donna del bianco · d4 cavallo del nero · e4 re del nero · f4 cavallo del nero · h4 torre del bianco · b3 pedone del bianco · e2 pedone del bianco · f2 pedone del bianco · e1 torre del bianco | e8 re del bianco · h7 alfiere del bianco · b6 cavallo del bianco · d6 alfiere del bianco · f6 pedone del bianco · e5 cavallo del bianco · f5 torre del nero · a4 donna del bianco · d4 cavallo del nero · e4 re del nero · f4 cavallo del nero · h4 torre del bianco · b3 pedone del bianco · e2 pedone del bianco · f2 pedone del bianco · e1 torre del bianco | 4 |
| 3 | e8 re del bianco · h7 alfiere del bianco · b6 cavallo del bianco · d6 alfiere del bianco · f6 pedone del bianco · e5 cavallo del bianco · f5 torre del nero · a4 donna del bianco · d4 cavallo del nero · e4 re del nero · f4 cavallo del nero · h4 torre del bianco · b3 pedone del bianco · e2 pedone del bianco · f2 pedone del bianco · e1 torre del bianco | e8 re del bianco · h7 alfiere del bianco · b6 cavallo del bianco · d6 alfiere del bianco · f6 pedone del bianco · e5 cavallo del bianco · f5 torre del nero · a4 donna del bianco · d4 cavallo del nero · e4 re del nero · f4 cavallo del nero · h4 torre del bianco · b3 pedone del bianco · e2 pedone del bianco · f2 pedone del bianco · e1 torre del bianco | e8 re del bianco · h7 alfiere del bianco · b6 cavallo del bianco · d6 alfiere del bianco · f6 pedone del bianco · e5 cavallo del bianco · f5 torre del nero · a4 donna del bianco · d4 cavallo del nero · e4 re del nero · f4 cavallo del nero · h4 torre del bianco · b3 pedone del bianco · e2 pedone del bianco · f2 pedone del bianco · e1 torre del bianco | e8 re del bianco · h7 alfiere del bianco · b6 cavallo del bianco · d6 alfiere del bianco · f6 pedone del bianco · e5 cavallo del bianco · f5 torre del nero · a4 donna del bianco · d4 cavallo del nero · e4 re del nero · f4 cavallo del nero · h4 torre del bianco · b3 pedone del bianco · e2 pedone del bianco · f2 pedone del bianco · e1 torre del bianco | e8 re del bianco · h7 alfiere del bianco · b6 cavallo del bianco · d6 alfiere del bianco · f6 pedone del bianco · e5 cavallo del bianco · f5 torre del nero · a4 donna del bianco · d4 cavallo del nero · e4 re del nero · f4 cavallo del nero · h4 torre del bianco · b3 pedone del bianco · e2 pedone del bianco · f2 pedone del bianco · e1 torre del bianco | e8 re del bianco · h7 alfiere del bianco · b6 cavallo del bianco · d6 alfiere del bianco · f6 pedone del bianco · e5 cavallo del bianco · f5 torre del nero · a4 donna del bianco · d4 cavallo del nero · e4 re del nero · f4 cavallo del nero · h4 torre del bianco · b3 pedone del bianco · e2 pedone del bianco · f2 pedone del bianco · e1 torre del bianco | e8 re del bianco · h7 alfiere del bianco · b6 cavallo del bianco · d6 alfiere del bianco · f6 pedone del bianco · e5 cavallo del bianco · f5 torre del nero · a4 donna del bianco · d4 cavallo del nero · e4 re del nero · f4 cavallo del nero · h4 torre del bianco · b3 pedone del bianco · e2 pedone del bianco · f2 pedone del bianco · e1 torre del bianco | e8 re del bianco · h7 alfiere del bianco · b6 cavallo del bianco · d6 alfiere del bianco · f6 pedone del bianco · e5 cavallo del bianco · f5 torre del nero · a4 donna del bianco · d4 cavallo del nero · e4 re del nero · f4 cavallo del nero · h4 torre del bianco · b3 pedone del bianco · e2 pedone del bianco · f2 pedone del bianco · e1 torre del bianco | 3 |
| 2 | e8 re del bianco · h7 alfiere del bianco · b6 cavallo del bianco · d6 alfiere del bianco · f6 pedone del bianco · e5 cavallo del bianco · f5 torre del nero · a4 donna del bianco · d4 cavallo del nero · e4 re del nero · f4 cavallo del nero · h4 torre del bianco · b3 pedone del bianco · e2 pedone del bianco · f2 pedone del bianco · e1 torre del bianco | e8 re del bianco · h7 alfiere del bianco · b6 cavallo del bianco · d6 alfiere del bianco · f6 pedone del bianco · e5 cavallo del bianco · f5 torre del nero · a4 donna del bianco · d4 cavallo del nero · e4 re del nero · f4 cavallo del nero · h4 torre del bianco · b3 pedone del bianco · e2 pedone del bianco · f2 pedone del bianco · e1 torre del bianco | e8 re del bianco · h7 alfiere del bianco · b6 cavallo del bianco · d6 alfiere del bianco · f6 pedone del bianco · e5 cavallo del bianco · f5 torre del nero · a4 donna del bianco · d4 cavallo del nero · e4 re del nero · f4 cavallo del nero · h4 torre del bianco · b3 pedone del bianco · e2 pedone del bianco · f2 pedone del bianco · e1 torre del bianco | e8 re del bianco · h7 alfiere del bianco · b6 cavallo del bianco · d6 alfiere del bianco · f6 pedone del bianco · e5 cavallo del bianco · f5 torre del nero · a4 donna del bianco · d4 cavallo del nero · e4 re del nero · f4 cavallo del nero · h4 torre del bianco · b3 pedone del bianco · e2 pedone del bianco · f2 pedone del bianco · e1 torre del bianco | e8 re del bianco · h7 alfiere del bianco · b6 cavallo del bianco · d6 alfiere del bianco · f6 pedone del bianco · e5 cavallo del bianco · f5 torre del nero · a4 donna del bianco · d4 cavallo del nero · e4 re del nero · f4 cavallo del nero · h4 torre del bianco · b3 pedone del bianco · e2 pedone del bianco · f2 pedone del bianco · e1 torre del bianco | e8 re del bianco · h7 alfiere del bianco · b6 cavallo del bianco · d6 alfiere del bianco · f6 pedone del bianco · e5 cavallo del bianco · f5 torre del nero · a4 donna del bianco · d4 cavallo del nero · e4 re del nero · f4 cavallo del nero · h4 torre del bianco · b3 pedone del bianco · e2 pedone del bianco · f2 pedone del bianco · e1 torre del bianco | e8 re del bianco · h7 alfiere del bianco · b6 cavallo del bianco · d6 alfiere del bianco · f6 pedone del bianco · e5 cavallo del bianco · f5 torre del nero · a4 donna del bianco · d4 cavallo del nero · e4 re del nero · f4 cavallo del nero · h4 torre del bianco · b3 pedone del bianco · e2 pedone del bianco · f2 pedone del bianco · e1 torre del bianco | e8 re del bianco · h7 alfiere del bianco · b6 cavallo del bianco · d6 alfiere del bianco · f6 pedone del bianco · e5 cavallo del bianco · f5 torre del nero · a4 donna del bianco · d4 cavallo del nero · e4 re del nero · f4 cavallo del nero · h4 torre del bianco · b3 pedone del bianco · e2 pedone del bianco · f2 pedone del bianco · e1 torre del bianco | 2 |
| 1 | e8 re del bianco · h7 alfiere del bianco · b6 cavallo del bianco · d6 alfiere del bianco · f6 pedone del bianco · e5 cavallo del bianco · f5 torre del nero · a4 donna del bianco · d4 cavallo del nero · e4 re del nero · f4 cavallo del nero · h4 torre del bianco · b3 pedone del bianco · e2 pedone del bianco · f2 pedone del bianco · e1 torre del bianco | e8 re del bianco · h7 alfiere del bianco · b6 cavallo del bianco · d6 alfiere del bianco · f6 pedone del bianco · e5 cavallo del bianco · f5 torre del nero · a4 donna del bianco · d4 cavallo del nero · e4 re del nero · f4 cavallo del nero · h4 torre del bianco · b3 pedone del bianco · e2 pedone del bianco · f2 pedone del bianco · e1 torre del bianco | e8 re del bianco · h7 alfiere del bianco · b6 cavallo del bianco · d6 alfiere del bianco · f6 pedone del bianco · e5 cavallo del bianco · f5 torre del nero · a4 donna del bianco · d4 cavallo del nero · e4 re del nero · f4 cavallo del nero · h4 torre del bianco · b3 pedone del bianco · e2 pedone del bianco · f2 pedone del bianco · e1 torre del bianco | e8 re del bianco · h7 alfiere del bianco · b6 cavallo del bianco · d6 alfiere del bianco · f6 pedone del bianco · e5 cavallo del bianco · f5 torre del nero · a4 donna del bianco · d4 cavallo del nero · e4 re del nero · f4 cavallo del nero · h4 torre del bianco · b3 pedone del bianco · e2 pedone del bianco · f2 pedone del bianco · e1 torre del bianco | e8 re del bianco · h7 alfiere del bianco · b6 cavallo del bianco · d6 alfiere del bianco · f6 pedone del bianco · e5 cavallo del bianco · f5 torre del nero · a4 donna del bianco · d4 cavallo del nero · e4 re del nero · f4 cavallo del nero · h4 torre del bianco · b3 pedone del bianco · e2 pedone del bianco · f2 pedone del bianco · e1 torre del bianco | e8 re del bianco · h7 alfiere del bianco · b6 cavallo del bianco · d6 alfiere del bianco · f6 pedone del bianco · e5 cavallo del bianco · f5 torre del nero · a4 donna del bianco · d4 cavallo del nero · e4 re del nero · f4 cavallo del nero · h4 torre del bianco · b3 pedone del bianco · e2 pedone del bianco · f2 pedone del bianco · e1 torre del bianco | e8 re del bianco · h7 alfiere del bianco · b6 cavallo del bianco · d6 alfiere del bianco · f6 pedone del bianco · e5 cavallo del bianco · f5 torre del nero · a4 donna del bianco · d4 cavallo del nero · e4 re del nero · f4 cavallo del nero · h4 torre del bianco · b3 pedone del bianco · e2 pedone del bianco · f2 pedone del bianco · e1 torre del bianco | e8 re del bianco · h7 alfiere del bianco · b6 cavallo del bianco · d6 alfiere del bianco · f6 pedone del bianco · e5 cavallo del bianco · f5 torre del nero · a4 donna del bianco · d4 cavallo del nero · e4 re del nero · f4 cavallo del nero · h4 torre del bianco · b3 pedone del bianco · e2 pedone del bianco · f2 pedone del bianco · e1 torre del bianco | 1 |
|   | a | b | c | d | e | f | g | h |   |

Soluzione:
1. Cg6? (1...Te5+ Cxe5#), ma 1...Txf6!

1. Cg4? (1... Cfxe2 2. Ce5#), ma 1... Cg6!
Chiave: 1. Cdc4!  (min. 2. Txf4#)

|   | a | b | c | d | e | f | g | h |   |
| 8 | c8 cavallo del bianco · b7 pedone del nero · c7 pedone del nero · f7 pedone del nero · b6 alfiere del bianco · d6 torre del bianco · f6 pedone del nero · e5 re del nero · f5 pedone del bianco · g5 pedone del bianco · a4 re del bianco · b4 torre del bianco · g4 pedone del nero · h4 cavallo del bianco · e3 pedone del bianco · g3 pedone del nero · g2 pedone del bianco | c8 cavallo del bianco · b7 pedone del nero · c7 pedone del nero · f7 pedone del nero · b6 alfiere del bianco · d6 torre del bianco · f6 pedone del nero · e5 re del nero · f5 pedone del bianco · g5 pedone del bianco · a4 re del bianco · b4 torre del bianco · g4 pedone del nero · h4 cavallo del bianco · e3 pedone del bianco · g3 pedone del nero · g2 pedone del bianco | c8 cavallo del bianco · b7 pedone del nero · c7 pedone del nero · f7 pedone del nero · b6 alfiere del bianco · d6 torre del bianco · f6 pedone del nero · e5 re del nero · f5 pedone del bianco · g5 pedone del bianco · a4 re del bianco · b4 torre del bianco · g4 pedone del nero · h4 cavallo del bianco · e3 pedone del bianco · g3 pedone del nero · g2 pedone del bianco | c8 cavallo del bianco · b7 pedone del nero · c7 pedone del nero · f7 pedone del nero · b6 alfiere del bianco · d6 torre del bianco · f6 pedone del nero · e5 re del nero · f5 pedone del bianco · g5 pedone del bianco · a4 re del bianco · b4 torre del bianco · g4 pedone del nero · h4 cavallo del bianco · e3 pedone del bianco · g3 pedone del nero · g2 pedone del bianco | c8 cavallo del bianco · b7 pedone del nero · c7 pedone del nero · f7 pedone del nero · b6 alfiere del bianco · d6 torre del bianco · f6 pedone del nero · e5 re del nero · f5 pedone del bianco · g5 pedone del bianco · a4 re del bianco · b4 torre del bianco · g4 pedone del nero · h4 cavallo del bianco · e3 pedone del bianco · g3 pedone del nero · g2 pedone del bianco | c8 cavallo del bianco · b7 pedone del nero · c7 pedone del nero · f7 pedone del nero · b6 alfiere del bianco · d6 torre del bianco · f6 pedone del nero · e5 re del nero · f5 pedone del bianco · g5 pedone del bianco · a4 re del bianco · b4 torre del bianco · g4 pedone del nero · h4 cavallo del bianco · e3 pedone del bianco · g3 pedone del nero · g2 pedone del bianco | c8 cavallo del bianco · b7 pedone del nero · c7 pedone del nero · f7 pedone del nero · b6 alfiere del bianco · d6 torre del bianco · f6 pedone del nero · e5 re del nero · f5 pedone del bianco · g5 pedone del bianco · a4 re del bianco · b4 torre del bianco · g4 pedone del nero · h4 cavallo del bianco · e3 pedone del bianco · g3 pedone del nero · g2 pedone del bianco | c8 cavallo del bianco · b7 pedone del nero · c7 pedone del nero · f7 pedone del nero · b6 alfiere del bianco · d6 torre del bianco · f6 pedone del nero · e5 re del nero · f5 pedone del bianco · g5 pedone del bianco · a4 re del bianco · b4 torre del bianco · g4 pedone del nero · h4 cavallo del bianco · e3 pedone del bianco · g3 pedone del nero · g2 pedone del bianco | 8 |
| 7 | c8 cavallo del bianco · b7 pedone del nero · c7 pedone del nero · f7 pedone del nero · b6 alfiere del bianco · d6 torre del bianco · f6 pedone del nero · e5 re del nero · f5 pedone del bianco · g5 pedone del bianco · a4 re del bianco · b4 torre del bianco · g4 pedone del nero · h4 cavallo del bianco · e3 pedone del bianco · g3 pedone del nero · g2 pedone del bianco | c8 cavallo del bianco · b7 pedone del nero · c7 pedone del nero · f7 pedone del nero · b6 alfiere del bianco · d6 torre del bianco · f6 pedone del nero · e5 re del nero · f5 pedone del bianco · g5 pedone del bianco · a4 re del bianco · b4 torre del bianco · g4 pedone del nero · h4 cavallo del bianco · e3 pedone del bianco · g3 pedone del nero · g2 pedone del bianco | c8 cavallo del bianco · b7 pedone del nero · c7 pedone del nero · f7 pedone del nero · b6 alfiere del bianco · d6 torre del bianco · f6 pedone del nero · e5 re del nero · f5 pedone del bianco · g5 pedone del bianco · a4 re del bianco · b4 torre del bianco · g4 pedone del nero · h4 cavallo del bianco · e3 pedone del bianco · g3 pedone del nero · g2 pedone del bianco | c8 cavallo del bianco · b7 pedone del nero · c7 pedone del nero · f7 pedone del nero · b6 alfiere del bianco · d6 torre del bianco · f6 pedone del nero · e5 re del nero · f5 pedone del bianco · g5 pedone del bianco · a4 re del bianco · b4 torre del bianco · g4 pedone del nero · h4 cavallo del bianco · e3 pedone del bianco · g3 pedone del nero · g2 pedone del bianco | c8 cavallo del bianco · b7 pedone del nero · c7 pedone del nero · f7 pedone del nero · b6 alfiere del bianco · d6 torre del bianco · f6 pedone del nero · e5 re del nero · f5 pedone del bianco · g5 pedone del bianco · a4 re del bianco · b4 torre del bianco · g4 pedone del nero · h4 cavallo del bianco · e3 pedone del bianco · g3 pedone del nero · g2 pedone del bianco | c8 cavallo del bianco · b7 pedone del nero · c7 pedone del nero · f7 pedone del nero · b6 alfiere del bianco · d6 torre del bianco · f6 pedone del nero · e5 re del nero · f5 pedone del bianco · g5 pedone del bianco · a4 re del bianco · b4 torre del bianco · g4 pedone del nero · h4 cavallo del bianco · e3 pedone del bianco · g3 pedone del nero · g2 pedone del bianco | c8 cavallo del bianco · b7 pedone del nero · c7 pedone del nero · f7 pedone del nero · b6 alfiere del bianco · d6 torre del bianco · f6 pedone del nero · e5 re del nero · f5 pedone del bianco · g5 pedone del bianco · a4 re del bianco · b4 torre del bianco · g4 pedone del nero · h4 cavallo del bianco · e3 pedone del bianco · g3 pedone del nero · g2 pedone del bianco | c8 cavallo del bianco · b7 pedone del nero · c7 pedone del nero · f7 pedone del nero · b6 alfiere del bianco · d6 torre del bianco · f6 pedone del nero · e5 re del nero · f5 pedone del bianco · g5 pedone del bianco · a4 re del bianco · b4 torre del bianco · g4 pedone del nero · h4 cavallo del bianco · e3 pedone del bianco · g3 pedone del nero · g2 pedone del bianco | 7 |
| 6 | c8 cavallo del bianco · b7 pedone del nero · c7 pedone del nero · f7 pedone del nero · b6 alfiere del bianco · d6 torre del bianco · f6 pedone del nero · e5 re del nero · f5 pedone del bianco · g5 pedone del bianco · a4 re del bianco · b4 torre del bianco · g4 pedone del nero · h4 cavallo del bianco · e3 pedone del bianco · g3 pedone del nero · g2 pedone del bianco | c8 cavallo del bianco · b7 pedone del nero · c7 pedone del nero · f7 pedone del nero · b6 alfiere del bianco · d6 torre del bianco · f6 pedone del nero · e5 re del nero · f5 pedone del bianco · g5 pedone del bianco · a4 re del bianco · b4 torre del bianco · g4 pedone del nero · h4 cavallo del bianco · e3 pedone del bianco · g3 pedone del nero · g2 pedone del bianco | c8 cavallo del bianco · b7 pedone del nero · c7 pedone del nero · f7 pedone del nero · b6 alfiere del bianco · d6 torre del bianco · f6 pedone del nero · e5 re del nero · f5 pedone del bianco · g5 pedone del bianco · a4 re del bianco · b4 torre del bianco · g4 pedone del nero · h4 cavallo del bianco · e3 pedone del bianco · g3 pedone del nero · g2 pedone del bianco | c8 cavallo del bianco · b7 pedone del nero · c7 pedone del nero · f7 pedone del nero · b6 alfiere del bianco · d6 torre del bianco · f6 pedone del nero · e5 re del nero · f5 pedone del bianco · g5 pedone del bianco · a4 re del bianco · b4 torre del bianco · g4 pedone del nero · h4 cavallo del bianco · e3 pedone del bianco · g3 pedone del nero · g2 pedone del bianco | c8 cavallo del bianco · b7 pedone del nero · c7 pedone del nero · f7 pedone del nero · b6 alfiere del bianco · d6 torre del bianco · f6 pedone del nero · e5 re del nero · f5 pedone del bianco · g5 pedone del bianco · a4 re del bianco · b4 torre del bianco · g4 pedone del nero · h4 cavallo del bianco · e3 pedone del bianco · g3 pedone del nero · g2 pedone del bianco | c8 cavallo del bianco · b7 pedone del nero · c7 pedone del nero · f7 pedone del nero · b6 alfiere del bianco · d6 torre del bianco · f6 pedone del nero · e5 re del nero · f5 pedone del bianco · g5 pedone del bianco · a4 re del bianco · b4 torre del bianco · g4 pedone del nero · h4 cavallo del bianco · e3 pedone del bianco · g3 pedone del nero · g2 pedone del bianco | c8 cavallo del bianco · b7 pedone del nero · c7 pedone del nero · f7 pedone del nero · b6 alfiere del bianco · d6 torre del bianco · f6 pedone del nero · e5 re del nero · f5 pedone del bianco · g5 pedone del bianco · a4 re del bianco · b4 torre del bianco · g4 pedone del nero · h4 cavallo del bianco · e3 pedone del bianco · g3 pedone del nero · g2 pedone del bianco | c8 cavallo del bianco · b7 pedone del nero · c7 pedone del nero · f7 pedone del nero · b6 alfiere del bianco · d6 torre del bianco · f6 pedone del nero · e5 re del nero · f5 pedone del bianco · g5 pedone del bianco · a4 re del bianco · b4 torre del bianco · g4 pedone del nero · h4 cavallo del bianco · e3 pedone del bianco · g3 pedone del nero · g2 pedone del bianco | 6 |
| 5 | c8 cavallo del bianco · b7 pedone del nero · c7 pedone del nero · f7 pedone del nero · b6 alfiere del bianco · d6 torre del bianco · f6 pedone del nero · e5 re del nero · f5 pedone del bianco · g5 pedone del bianco · a4 re del bianco · b4 torre del bianco · g4 pedone del nero · h4 cavallo del bianco · e3 pedone del bianco · g3 pedone del nero · g2 pedone del bianco | c8 cavallo del bianco · b7 pedone del nero · c7 pedone del nero · f7 pedone del nero · b6 alfiere del bianco · d6 torre del bianco · f6 pedone del nero · e5 re del nero · f5 pedone del bianco · g5 pedone del bianco · a4 re del bianco · b4 torre del bianco · g4 pedone del nero · h4 cavallo del bianco · e3 pedone del bianco · g3 pedone del nero · g2 pedone del bianco | c8 cavallo del bianco · b7 pedone del nero · c7 pedone del nero · f7 pedone del nero · b6 alfiere del bianco · d6 torre del bianco · f6 pedone del nero · e5 re del nero · f5 pedone del bianco · g5 pedone del bianco · a4 re del bianco · b4 torre del bianco · g4 pedone del nero · h4 cavallo del bianco · e3 pedone del bianco · g3 pedone del nero · g2 pedone del bianco | c8 cavallo del bianco · b7 pedone del nero · c7 pedone del nero · f7 pedone del nero · b6 alfiere del bianco · d6 torre del bianco · f6 pedone del nero · e5 re del nero · f5 pedone del bianco · g5 pedone del bianco · a4 re del bianco · b4 torre del bianco · g4 pedone del nero · h4 cavallo del bianco · e3 pedone del bianco · g3 pedone del nero · g2 pedone del bianco | c8 cavallo del bianco · b7 pedone del nero · c7 pedone del nero · f7 pedone del nero · b6 alfiere del bianco · d6 torre del bianco · f6 pedone del nero · e5 re del nero · f5 pedone del bianco · g5 pedone del bianco · a4 re del bianco · b4 torre del bianco · g4 pedone del nero · h4 cavallo del bianco · e3 pedone del bianco · g3 pedone del nero · g2 pedone del bianco | c8 cavallo del bianco · b7 pedone del nero · c7 pedone del nero · f7 pedone del nero · b6 alfiere del bianco · d6 torre del bianco · f6 pedone del nero · e5 re del nero · f5 pedone del bianco · g5 pedone del bianco · a4 re del bianco · b4 torre del bianco · g4 pedone del nero · h4 cavallo del bianco · e3 pedone del bianco · g3 pedone del nero · g2 pedone del bianco | c8 cavallo del bianco · b7 pedone del nero · c7 pedone del nero · f7 pedone del nero · b6 alfiere del bianco · d6 torre del bianco · f6 pedone del nero · e5 re del nero · f5 pedone del bianco · g5 pedone del bianco · a4 re del bianco · b4 torre del bianco · g4 pedone del nero · h4 cavallo del bianco · e3 pedone del bianco · g3 pedone del nero · g2 pedone del bianco | c8 cavallo del bianco · b7 pedone del nero · c7 pedone del nero · f7 pedone del nero · b6 alfiere del bianco · d6 torre del bianco · f6 pedone del nero · e5 re del nero · f5 pedone del bianco · g5 pedone del bianco · a4 re del bianco · b4 torre del bianco · g4 pedone del nero · h4 cavallo del bianco · e3 pedone del bianco · g3 pedone del nero · g2 pedone del bianco | 5 |
| 4 | c8 cavallo del bianco · b7 pedone del nero · c7 pedone del nero · f7 pedone del nero · b6 alfiere del bianco · d6 torre del bianco · f6 pedone del nero · e5 re del nero · f5 pedone del bianco · g5 pedone del bianco · a4 re del bianco · b4 torre del bianco · g4 pedone del nero · h4 cavallo del bianco · e3 pedone del bianco · g3 pedone del nero · g2 pedone del bianco | c8 cavallo del bianco · b7 pedone del nero · c7 pedone del nero · f7 pedone del nero · b6 alfiere del bianco · d6 torre del bianco · f6 pedone del nero · e5 re del nero · f5 pedone del bianco · g5 pedone del bianco · a4 re del bianco · b4 torre del bianco · g4 pedone del nero · h4 cavallo del bianco · e3 pedone del bianco · g3 pedone del nero · g2 pedone del bianco | c8 cavallo del bianco · b7 pedone del nero · c7 pedone del nero · f7 pedone del nero · b6 alfiere del bianco · d6 torre del bianco · f6 pedone del nero · e5 re del nero · f5 pedone del bianco · g5 pedone del bianco · a4 re del bianco · b4 torre del bianco · g4 pedone del nero · h4 cavallo del bianco · e3 pedone del bianco · g3 pedone del nero · g2 pedone del bianco | c8 cavallo del bianco · b7 pedone del nero · c7 pedone del nero · f7 pedone del nero · b6 alfiere del bianco · d6 torre del bianco · f6 pedone del nero · e5 re del nero · f5 pedone del bianco · g5 pedone del bianco · a4 re del bianco · b4 torre del bianco · g4 pedone del nero · h4 cavallo del bianco · e3 pedone del bianco · g3 pedone del nero · g2 pedone del bianco | c8 cavallo del bianco · b7 pedone del nero · c7 pedone del nero · f7 pedone del nero · b6 alfiere del bianco · d6 torre del bianco · f6 pedone del nero · e5 re del nero · f5 pedone del bianco · g5 pedone del bianco · a4 re del bianco · b4 torre del bianco · g4 pedone del nero · h4 cavallo del bianco · e3 pedone del bianco · g3 pedone del nero · g2 pedone del bianco | c8 cavallo del bianco · b7 pedone del nero · c7 pedone del nero · f7 pedone del nero · b6 alfiere del bianco · d6 torre del bianco · f6 pedone del nero · e5 re del nero · f5 pedone del bianco · g5 pedone del bianco · a4 re del bianco · b4 torre del bianco · g4 pedone del nero · h4 cavallo del bianco · e3 pedone del bianco · g3 pedone del nero · g2 pedone del bianco | c8 cavallo del bianco · b7 pedone del nero · c7 pedone del nero · f7 pedone del nero · b6 alfiere del bianco · d6 torre del bianco · f6 pedone del nero · e5 re del nero · f5 pedone del bianco · g5 pedone del bianco · a4 re del bianco · b4 torre del bianco · g4 pedone del nero · h4 cavallo del bianco · e3 pedone del bianco · g3 pedone del nero · g2 pedone del bianco | c8 cavallo del bianco · b7 pedone del nero · c7 pedone del nero · f7 pedone del nero · b6 alfiere del bianco · d6 torre del bianco · f6 pedone del nero · e5 re del nero · f5 pedone del bianco · g5 pedone del bianco · a4 re del bianco · b4 torre del bianco · g4 pedone del nero · h4 cavallo del bianco · e3 pedone del bianco · g3 pedone del nero · g2 pedone del bianco | 4 |
| 3 | c8 cavallo del bianco · b7 pedone del nero · c7 pedone del nero · f7 pedone del nero · b6 alfiere del bianco · d6 torre del bianco · f6 pedone del nero · e5 re del nero · f5 pedone del bianco · g5 pedone del bianco · a4 re del bianco · b4 torre del bianco · g4 pedone del nero · h4 cavallo del bianco · e3 pedone del bianco · g3 pedone del nero · g2 pedone del bianco | c8 cavallo del bianco · b7 pedone del nero · c7 pedone del nero · f7 pedone del nero · b6 alfiere del bianco · d6 torre del bianco · f6 pedone del nero · e5 re del nero · f5 pedone del bianco · g5 pedone del bianco · a4 re del bianco · b4 torre del bianco · g4 pedone del nero · h4 cavallo del bianco · e3 pedone del bianco · g3 pedone del nero · g2 pedone del bianco | c8 cavallo del bianco · b7 pedone del nero · c7 pedone del nero · f7 pedone del nero · b6 alfiere del bianco · d6 torre del bianco · f6 pedone del nero · e5 re del nero · f5 pedone del bianco · g5 pedone del bianco · a4 re del bianco · b4 torre del bianco · g4 pedone del nero · h4 cavallo del bianco · e3 pedone del bianco · g3 pedone del nero · g2 pedone del bianco | c8 cavallo del bianco · b7 pedone del nero · c7 pedone del nero · f7 pedone del nero · b6 alfiere del bianco · d6 torre del bianco · f6 pedone del nero · e5 re del nero · f5 pedone del bianco · g5 pedone del bianco · a4 re del bianco · b4 torre del bianco · g4 pedone del nero · h4 cavallo del bianco · e3 pedone del bianco · g3 pedone del nero · g2 pedone del bianco | c8 cavallo del bianco · b7 pedone del nero · c7 pedone del nero · f7 pedone del nero · b6 alfiere del bianco · d6 torre del bianco · f6 pedone del nero · e5 re del nero · f5 pedone del bianco · g5 pedone del bianco · a4 re del bianco · b4 torre del bianco · g4 pedone del nero · h4 cavallo del bianco · e3 pedone del bianco · g3 pedone del nero · g2 pedone del bianco | c8 cavallo del bianco · b7 pedone del nero · c7 pedone del nero · f7 pedone del nero · b6 alfiere del bianco · d6 torre del bianco · f6 pedone del nero · e5 re del nero · f5 pedone del bianco · g5 pedone del bianco · a4 re del bianco · b4 torre del bianco · g4 pedone del nero · h4 cavallo del bianco · e3 pedone del bianco · g3 pedone del nero · g2 pedone del bianco | c8 cavallo del bianco · b7 pedone del nero · c7 pedone del nero · f7 pedone del nero · b6 alfiere del bianco · d6 torre del bianco · f6 pedone del nero · e5 re del nero · f5 pedone del bianco · g5 pedone del bianco · a4 re del bianco · b4 torre del bianco · g4 pedone del nero · h4 cavallo del bianco · e3 pedone del bianco · g3 pedone del nero · g2 pedone del bianco | c8 cavallo del bianco · b7 pedone del nero · c7 pedone del nero · f7 pedone del nero · b6 alfiere del bianco · d6 torre del bianco · f6 pedone del nero · e5 re del nero · f5 pedone del bianco · g5 pedone del bianco · a4 re del bianco · b4 torre del bianco · g4 pedone del nero · h4 cavallo del bianco · e3 pedone del bianco · g3 pedone del nero · g2 pedone del bianco | 3 |
| 2 | c8 cavallo del bianco · b7 pedone del nero · c7 pedone del nero · f7 pedone del nero · b6 alfiere del bianco · d6 torre del bianco · f6 pedone del nero · e5 re del nero · f5 pedone del bianco · g5 pedone del bianco · a4 re del bianco · b4 torre del bianco · g4 pedone del nero · h4 cavallo del bianco · e3 pedone del bianco · g3 pedone del nero · g2 pedone del bianco | c8 cavallo del bianco · b7 pedone del nero · c7 pedone del nero · f7 pedone del nero · b6 alfiere del bianco · d6 torre del bianco · f6 pedone del nero · e5 re del nero · f5 pedone del bianco · g5 pedone del bianco · a4 re del bianco · b4 torre del bianco · g4 pedone del nero · h4 cavallo del bianco · e3 pedone del bianco · g3 pedone del nero · g2 pedone del bianco | c8 cavallo del bianco · b7 pedone del nero · c7 pedone del nero · f7 pedone del nero · b6 alfiere del bianco · d6 torre del bianco · f6 pedone del nero · e5 re del nero · f5 pedone del bianco · g5 pedone del bianco · a4 re del bianco · b4 torre del bianco · g4 pedone del nero · h4 cavallo del bianco · e3 pedone del bianco · g3 pedone del nero · g2 pedone del bianco | c8 cavallo del bianco · b7 pedone del nero · c7 pedone del nero · f7 pedone del nero · b6 alfiere del bianco · d6 torre del bianco · f6 pedone del nero · e5 re del nero · f5 pedone del bianco · g5 pedone del bianco · a4 re del bianco · b4 torre del bianco · g4 pedone del nero · h4 cavallo del bianco · e3 pedone del bianco · g3 pedone del nero · g2 pedone del bianco | c8 cavallo del bianco · b7 pedone del nero · c7 pedone del nero · f7 pedone del nero · b6 alfiere del bianco · d6 torre del bianco · f6 pedone del nero · e5 re del nero · f5 pedone del bianco · g5 pedone del bianco · a4 re del bianco · b4 torre del bianco · g4 pedone del nero · h4 cavallo del bianco · e3 pedone del bianco · g3 pedone del nero · g2 pedone del bianco | c8 cavallo del bianco · b7 pedone del nero · c7 pedone del nero · f7 pedone del nero · b6 alfiere del bianco · d6 torre del bianco · f6 pedone del nero · e5 re del nero · f5 pedone del bianco · g5 pedone del bianco · a4 re del bianco · b4 torre del bianco · g4 pedone del nero · h4 cavallo del bianco · e3 pedone del bianco · g3 pedone del nero · g2 pedone del bianco | c8 cavallo del bianco · b7 pedone del nero · c7 pedone del nero · f7 pedone del nero · b6 alfiere del bianco · d6 torre del bianco · f6 pedone del nero · e5 re del nero · f5 pedone del bianco · g5 pedone del bianco · a4 re del bianco · b4 torre del bianco · g4 pedone del nero · h4 cavallo del bianco · e3 pedone del bianco · g3 pedone del nero · g2 pedone del bianco | c8 cavallo del bianco · b7 pedone del nero · c7 pedone del nero · f7 pedone del nero · b6 alfiere del bianco · d6 torre del bianco · f6 pedone del nero · e5 re del nero · f5 pedone del bianco · g5 pedone del bianco · a4 re del bianco · b4 torre del bianco · g4 pedone del nero · h4 cavallo del bianco · e3 pedone del bianco · g3 pedone del nero · g2 pedone del bianco | 2 |
| 1 | c8 cavallo del bianco · b7 pedone del nero · c7 pedone del nero · f7 pedone del nero · b6 alfiere del bianco · d6 torre del bianco · f6 pedone del nero · e5 re del nero · f5 pedone del bianco · g5 pedone del bianco · a4 re del bianco · b4 torre del bianco · g4 pedone del nero · h4 cavallo del bianco · e3 pedone del bianco · g3 pedone del nero · g2 pedone del bianco | c8 cavallo del bianco · b7 pedone del nero · c7 pedone del nero · f7 pedone del nero · b6 alfiere del bianco · d6 torre del bianco · f6 pedone del nero · e5 re del nero · f5 pedone del bianco · g5 pedone del bianco · a4 re del bianco · b4 torre del bianco · g4 pedone del nero · h4 cavallo del bianco · e3 pedone del bianco · g3 pedone del nero · g2 pedone del bianco | c8 cavallo del bianco · b7 pedone del nero · c7 pedone del nero · f7 pedone del nero · b6 alfiere del bianco · d6 torre del bianco · f6 pedone del nero · e5 re del nero · f5 pedone del bianco · g5 pedone del bianco · a4 re del bianco · b4 torre del bianco · g4 pedone del nero · h4 cavallo del bianco · e3 pedone del bianco · g3 pedone del nero · g2 pedone del bianco | c8 cavallo del bianco · b7 pedone del nero · c7 pedone del nero · f7 pedone del nero · b6 alfiere del bianco · d6 torre del bianco · f6 pedone del nero · e5 re del nero · f5 pedone del bianco · g5 pedone del bianco · a4 re del bianco · b4 torre del bianco · g4 pedone del nero · h4 cavallo del bianco · e3 pedone del bianco · g3 pedone del nero · g2 pedone del bianco | c8 cavallo del bianco · b7 pedone del nero · c7 pedone del nero · f7 pedone del nero · b6 alfiere del bianco · d6 torre del bianco · f6 pedone del nero · e5 re del nero · f5 pedone del bianco · g5 pedone del bianco · a4 re del bianco · b4 torre del bianco · g4 pedone del nero · h4 cavallo del bianco · e3 pedone del bianco · g3 pedone del nero · g2 pedone del bianco | c8 cavallo del bianco · b7 pedone del nero · c7 pedone del nero · f7 pedone del nero · b6 alfiere del bianco · d6 torre del bianco · f6 pedone del nero · e5 re del nero · f5 pedone del bianco · g5 pedone del bianco · a4 re del bianco · b4 torre del bianco · g4 pedone del nero · h4 cavallo del bianco · e3 pedone del bianco · g3 pedone del nero · g2 pedone del bianco | c8 cavallo del bianco · b7 pedone del nero · c7 pedone del nero · f7 pedone del nero · b6 alfiere del bianco · d6 torre del bianco · f6 pedone del nero · e5 re del nero · f5 pedone del bianco · g5 pedone del bianco · a4 re del bianco · b4 torre del bianco · g4 pedone del nero · h4 cavallo del bianco · e3 pedone del bianco · g3 pedone del nero · g2 pedone del bianco | c8 cavallo del bianco · b7 pedone del nero · c7 pedone del nero · f7 pedone del nero · b6 alfiere del bianco · d6 torre del bianco · f6 pedone del nero · e5 re del nero · f5 pedone del bianco · g5 pedone del bianco · a4 re del bianco · b4 torre del bianco · g4 pedone del nero · h4 cavallo del bianco · e3 pedone del bianco · g3 pedone del nero · g2 pedone del bianco | 1 |
|   | a | b | c | d | e | f | g | h |   |

Soluzione:
1. g6!  (min. 2.Td4 e 3. Axc7#)
1... c5  2. Tf4 fxg6  3. Cxg6#

1... cxd6  2. Ce7 d5  3. Ac7#